# Бредюк, Николай Никандрович
Николай Никандрович Бредюк (род. 1920, Стольное, Менский район) — работник сельского хозяйства Украинской ССР, машинист молотилки МК-1100 Березнянской МТС Менского района Черниговской области. Депутат Верховного Совета СССР 3—4-го созывов.

## Биография
Родился в крестьянской семье. В 1937 году вступил в комсомол.
С 1941 года — в Красной армии, участник советско-японской войны. Служил командиром отделения 625-й отдельной инженерно-десантной роты инженерного отдела Тихоокеанского флота.
После демобилизации — машинист молотилки МК-1100 Березнянской машинно-тракторной станции (МТС) Менского района Черниговской области. В 1949 году стал инициатором движения за внедрение почасового графика работы в сельском хозяйстве.
Член ВКП(б) с 1950 года.
С 1954 года — студент Нежинского техникума механизации сельского хозяйства Черниговской области. Затем окончил факультет механизации Украинской сельскохозяйственной академии.
После окончания академии — главный инженер колхоза «Труд» села Стольное Менского района Черниговской области.
Потом — на пенсии в селе Стольное Менского района Черниговской области.

## Звание
- младший сержант.

## Награды
- медаль «За отвагу» (30.10.1945);
- Сталинская премия 3-й степени (1949).